# アドバンストマテリアルジャパン
アドバンストマテリアルジャパン株式会社（英文名称Advanced Material Japan.）は、旧蝶理系の金属商社。レアメタル（希少金属）を専門に扱う。

## 概要
2004年にレアメタル・レアアースの専門商社として設立。レアメタル・レアアースの素材の供給にとどまらず、素材生産に必要な関連設備の輸出入にも積極的に取り組む。またプライマリー原料のみならず金属機械産業・電子部品産業等から発生するスクラップのリサイクル事業にも注力。

## 海外拠点および取扱品目
- 北京（中華人民共和国） - モリブデン、希土類元素
- 上海（中華人民共和国）タンタル、モリブデン
- モスクワ（ロシア） - マグネシウム
- ウラジオストク（ロシア） - タングステン、銅
- トロント（カナダ）

## 沿革
- 2003年3月 - 蝶理の希少金属部門を分社化、蝶理アドバンストマテリアル設立 （創業者:中村繁夫）
- 2004年1月 - MBOにより蝶理から独立、アドバンストマテリアルジャパンに社名変更
- 2004年3月 - モスクワ、北京、上海他に連絡事務所開設
- 2005年11月 - トロントに連絡事務所開設

## テレビ番組
- 日経スペシャル ガイアの夜明け（テレビ東京）
  - 「宝の山を掘り当てろ!」 〜レアメタル争奪の4000キロ〜（2004年10月26日）[3]。
  - 　20周年企画第5弾 異端児～日本の危機に立ち向かう！～（2022年8月19日）[4]。
- 日経スペシャル カンブリア宮殿 「レアメタル争奪戦　資源を確保せよ！　"宝の山"を掘り当てる山師」（2008年8月25日、テレビ東京）- 出演：社長 中村繁夫[5]。
- 夢の扉 〜NEXT DOOR〜 レアメタルの確保のために世界を駆けまわり、日本ハイテク産業を守って行きたい（2009年9月27日、TBS）[6]。

## 書籍

### 関連書籍
- 『レアメタル・パニック 「石油ショック」を超える日本の危機』（著者:中村繁夫）（2007年1月25日、光文社 光文社ペーパーバックス）ISBN 9784334933982
- 『レアメタル資源争奪戦 ハイテク日本の生命線を守れ！』（著者:中村繁夫）（2007年3月1日、日刊工業新聞社）ISBN 9784526058134
- 『2次会は出るな！ カリスマ商社マンが教える！ビジネスマンのための「稼ぐ力」をつける13のレッスン』（著者:中村繁夫）（2008年6月28日、フォレスト出版）ISBN 9784894513082
- 『レアメタル超入門 現代の山師が挑む魑魅魍魎の世界』（著者:中村繁夫）（2009年5月29日、幻冬舎 幻冬舎新書）ISBN 9784344981249
- 『放浪ニートが、340億社長になった！ 世界90か国で学んだ人生を楽しむ仕事術』（著者:中村繁夫）（2009年9月17日、ダイヤモンド社）ISBN 9784478009499
- 『レアメタルハンター・中村繁夫のあなたの仕事を成功に導く「山師の兵法A to Z」』（著者:中村繁夫）（2011年9月20日、ウェッジ）ISBN 9784863100893
- 『中国のエリートは実は日本好きだ！』（著者:中村繁夫）（2015年3月1日、東洋経済新報社）ISBN 9784492444153
- 『中国との付き合い方はベトナムに学べ』（著者:中村繁夫）（2015年7月1日、SBクリエイティブ SB新書）ISBN 9784797381535